# Тоджинський кожуун
Тоджинський (тив.: Тожу кожуун) — район республіки Тива Російської Федерації. Центр — село Тоора-Хем.
Розташований у північно-східній частині Республіки Тива та межує з Каа-Хемським, Кизилським та Пій-Хемським районами а також Республікою Бурятія, Іркутською областю та Красноярським краєм. Межа проходить здебільшого по водорозділам гірських хребтів. Площа території — 44,7 тис. км², що складає 26,2% площі республіки.
Адміністративний центр — село Тоора-Хем. Відстань від Тоора-Хем до Кизила по землі 230 км, водними шляхами 285 км, повітряним — 170 км.

## Населення

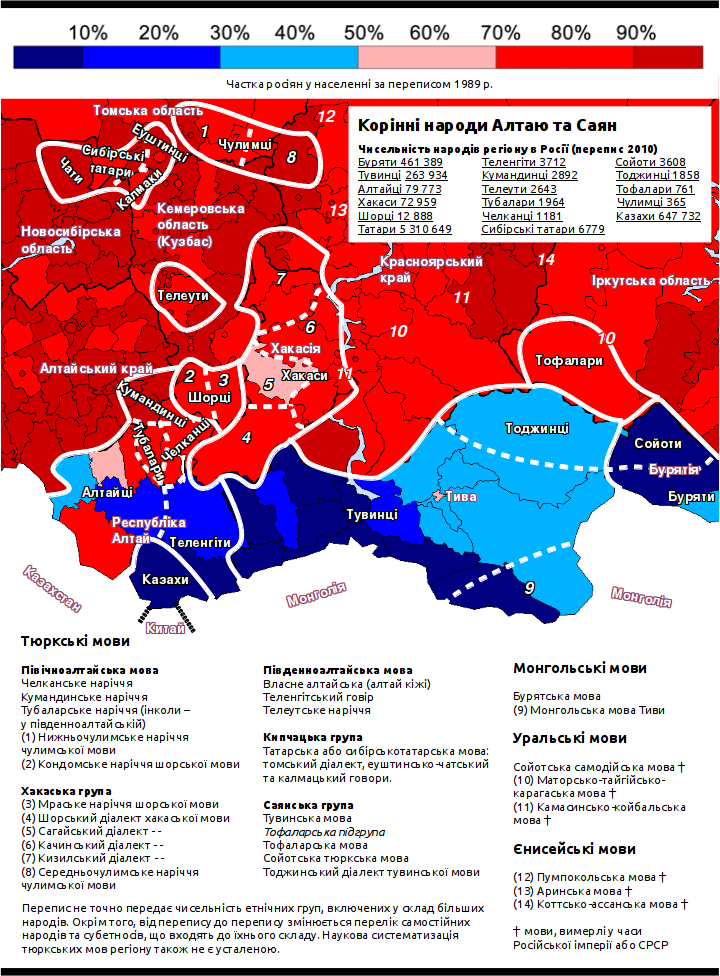
Тоджинці, які населяють Тоджинський кожуун, вважаються етнічною групою тувинців та корінним малочисельним народом Півночі

Тоджинський кожуун є одним з найменш густозаселених у республіці — при території у 40 тис. км² тут у 6 населених пунктах проживає менше 7 тис. чол.. Тоджинці — північно-східні тувинці є оленеводами та мисливцями.

## Адміністративний поділ
До складу Тоджинського кожууна входить 6 сумонів:
- Азас
- Ій
- Систиг-Хем
- Тоора-Хем
- Чазилари
- Ирбан

## Рельєф
Для території кожууна притаманно поєднання високих гірських хребтів, нагір'їв, та розташованої між ними Тоджинської котловини. Район оточений гірськими хребтами — з північного заходу — Ергек-Дирчак-Тайгою (Західний Саян), з півдня — хребтом Академіка Обручева, з північного сходу та півночі — Удинським (Східним Саяном), зі сходу — Прихубсугульською гірською системою. Абсолютні висоти гірських хребтів коливаються від 1500 до 3000 метрів (пік Триангуляторів — 2875 м, пік Топографів — 3044 м).
Оточена зі всіх сторін гірськими хребтами Тоджинська котловина лежить на висотах 790–840 м над рівнем моря.

## Гідрологія
Основний стік річок Республіки Тива формується на сході, особливо у Тоджинській котловині. Близько 25% всіх річок (загалом їх понад 8 тисяч), зосереджено тут. Найбільшими з них є Бій-Хем (Великий Єнисей) та його притоки Баш-Хем, Азас, Хам-Сира, Чаваш, Систиг-Хем, Серлиг-Хем, О-Хем.
Вони починаються зі схилів Західного та Східних Саян, хребта Академіка Обручева, Прихубсугульської гірської системи. Для їх верхів'їв притаманні глибокі та вузькі долини, стрімка течія, наявність порогів, водоспадів, перекатів, що виключає навігацію та лісосплав.
Бий-Хем найбільша річка Тоджинської котловини. Площа водозбору — 56 тис. км кв, довжина 560 км, середній багаторічний стік 625 куб м/сек. Річка має важливе значення у господарському житті району. По ній здійснюється навігація та лісосплав між Кизилом та населеними пунктами району. Річка багата на рибу (таймень, ленок, харіус, сиг та ін). З притоків найбільше значення має Азас. Площа його водозбору 2,5 тис. км кв. довжина — 165 км. Тут створений державний заповідник «Азас» головне завдання якого — охорона та розмноження річкових бобрів.
У басейні річки Бий Хем розташовано понад 40 тисяч великих та малих озер загальною площею 29863 км кв. Найбільші серед них проточні озера Нойон-Холь, Ушре-Холь, Азас, Кадиш-Холь, Мани-Холь, Ак-Аиттиг-Холь.
Кожуун має передумови до розвитку туризму та курортології, основою якого є мінеральні джерела (аржаани). Відомі Чойганські вуглекислі терми, вуглекислі холодні води Торпа, Лівий Біче-Соруг, Правий Біче-Соруг, слабо сірководневі Азас та Олбук а також джерела Ен-Суг, Маймалиш на річці Серлиг-Хем, Кижи-Хемська група джерел на південному схилі хребта Східний Саян.

## Ґрунти
На території Тоджинського кожууна розташовані три групи ґрунтів: 1) ґрунти підгірно-котловинних лісів, лук та боліт; 2) ґрунти гірської тайги та рідколісся; 3) ґрунти гірських тундр та лук.

## Флора
Рослинний світ Тоджинського кожууна багатий та різноманітний. Виділяються три рівні рослинності: луки та болота на дні Тоджинської котловини, модринні та кедрово-модринні ліси, гірські луки та тундра.
На території району зосереджено 41% лісового фонду республіки. Лісопокрита площа складає 62% загальної площі району, у тому числі хвойні породи — понад 97%. Переважає кедр (понад 54%) та модрина (близько 30%). Сосна, ялина та листяні породи (береза, осика) займають незначну площу.
У лісах Тоджі нараховується 35 видів рідкісних та зникаючих рослин, серед яких є дуже цінні рослини, серед них родіола рожева, вовчі ягоди, пустирник судетский, валеріана лікарська, чемериця, кровохлібка лікарська та інші.

## Фауна
Тодж — основний район мисливського промислу республіки — багатий на пушину, копитних, рибу, дич та водоплавних птахів. Тут відбувається полювання на соболя, білку, горностая, ондатру, лисицю, рись. Тут заготовлюють м'ясо диких копитних та панти оленя. На території кожууна трапляються всі види пушних тварин та копитних, які водяться в Тиві.

## Цікаві факти
Про Тоджинський кожуун є прислів'я: «Той, хто в Тоджі не бував, той Туви не бачив».